# Oceania Rugby Junior Trophy 2015
El Oceania Rugby Junior Trophy del 2015 fue la primera edición del torneo que organiza Oceania Rugby.
La edición inaugural del torneo continental de segundo nivel, participaron 4 selecciones M20 por un cupo al Trofeo Juvenil 2016 de Zimbabue. En el torneo oceánico de primer nivel lo disputaron equipos clasificados al Campeonato Juvenil 2016 de Inglaterra.
El equipo local se quedó con el triunfo y clasificó al Trofeo de 2016. Los partidos se llevaron a cabo en el ANZ National Stadium de Suva, Fiyi.

## Equipos participantes
- Selección juvenil de rugby de Fiyi (Baby Flying Fijians)
- Selección juvenil de rugby de Papúa Nueva Guinea (Pukpuks M20)
- Selección juvenil de rugby de Tonga (Junior ‘Ikale Tahi)
- Selección juvenil de rugby de Vanuatu (Vanuatu M20)

## Posiciones
| Pos. | Equipo             | Encuentros | Encuentros | Encuentros | Encuentros | Tantos  | Tantos    | Tantos     | Puntos |
| Pos. | Equipo             | jugados    | ganados    | empatados  | perdidos   | a favor | en contra | diferencia | Puntos |
| ---- | ------------------ | ---------- | ---------- | ---------- | ---------- | ------- | --------- | ---------- | ------ |
| 1    | Fiyi               | 3          | 3          | 0          | 0          | 191     | 16        | + 175      | 12     |
| 2    | Tonga              | 3          | 2          | 0          | 1          | 146     | 35        | + 111      | 8      |
| 3    | Papúa Nueva Guinea | 3          | 1          | 0          | 2          | 96      | 125       | - 29       | 4      |
| 4    | Vanuatu            | 3          | 0          | 0          | 3          | 13      | 270       | - 257      | 0      |

Nota: Se otorgan 4 puntos al equipo que gane un partido, 2 al que empate y 0 al que pierda
|  | Campeón y clasifica a Zimbabue 2016 |

## Resultados

### Primera fecha[3]
|  | Tonga | 81 - 0 | Vanuatu |  |  |

|  | Fiyi | 63 - 0 | Papúa Nueva Guinea |  |  |

### Segunda fecha
|  | Tonga | 55 - 16 | Papúa Nueva Guinea |  |  |
|  |       | Reporte |                    |  |  |

|  | Fiyi | 109 - 6 | Vanuatu |  |  |

### Tercera fecha
|  | Fiyi | 19 - 10 | Tonga |  |  |

|  | Papúa Nueva Guinea | 80 - 7  | Vanuatu |  |  |
|  |                    | Reporte |         |  |  |

| Bandera de Fiyi |
| Campeón Fiyi    |
| Primer título   |